# Hepialus
Genre
Hepialus est un genre de lépidoptères (papillons) de nuit de la famille des Hepialidae.

## Liste partielle d'espèces
Selon NCBI (18 juin 2019) :
- Hepialus californicus
- Hepialus fusconebulosus
- Hepialus humuli - Hépiale du houblon (présente en Europe)
- Hepialus renzhiensis
- Hepialus xiaojinensis

Selon funet : 2 espèces :
- Hepialus humuli (Linnaeus, 1758) - Hépiale du houblon
- Hepialus latitegumenus Shen & Zhou, 1997 en Chine

## Liste complète d'espèces
Selon Catalogue of Life (5 mai 2022) :
- Hepialus adriaticus Osthelder, 1931
- Hepialus aemilianus Constantini, 1911
- Hepialus amasinus Herrich-Schäffer, 1851
- Hepialus anselminae Teobaldelli, 1977
- Hepialus arizanus Matsumura, 1931
- Hepialus behrensii Stretch, 1872
- Hepialus bertrandi Le Cerf, 1936
- Hepialus californicus Boisduval, 1868
- Hepialus carna Denis & Schiffermüller, 1775
- Hepialus confusus Edwards, [1885]
- Hepialus crocatus Ureta, 1956
- Hepialus dobrogensis Caradja, 1932
- Hepialus ebba Bryk, 1950	accepted
- Hepialus froitzheimi Daniel, 1967
- Hepialus fuscoargenteus Bang-Haas, 1927
- Hepialus fusconebulosa De Geer, 1778
- Hepialus ganna Hübner, 1804
- Hepialus gracilis Grote, 1864
- Hepialus hecta Linnaeus, 1758
- Hepialus hectoides Boisduval, 1868
- Hepialus heimlichi Ureta, 1956
- Hepialus humuli Linnaeus, 1758 - Hépiale du houblon
- Hepialus hyperboreus Möschler, 1862
- Hepialus laetus Staudinger, 1877
- Hepialus lembertii Dyar, 1894
- Hepialus lupulina Linnaeus, 1758
- Hepialus macilentus Eversmann, 1851
- Hepialus malaisei Bryk, 1946	accepted
- Hepialus mathewi Edwards, 1874	accepted
- Hepialus mcglashani Edwards, 1886
- Hepialus mlokossevitschi Romanoff, 1884
- Hepialus montana Stretch, 1872
- Hepialus mustelinus Packard, 1864
- Hepialus nebulosus Alphéraky, 1889
- Hepialus novigannus Barnes & Benjamin, 1925
- Hepialus nubifer Lederer, 1853
- Hepialus okninskyi Ermolajev, 1937
- Hepialus paropus Druce, 1890
- Hepialus pharus Druce, 1887
- Hepialus pretiosus Herrich-Schäffer, 1856
- Hepialus pulcher Grote, 1864
- Hepialus pyrenaicus Donzel, 1838
- Hepialus reedi Ureta, 1957	accepted
- Hepialus roseicaput Neumoegen & Dyar, 1893
- Hepialus sciophanes Ferguson, 1979
- Hepialus similis Zukowsky, 1954
- Hepialus sinarabesca Bryk, 1942
- Hepialus sylvina Linnaeus, 1761
- Hepialus unimacula Daniel, 1940